# Jolante von Flandern
Jolante von Flandern, manchmal auch Jolante von Hennegau genannt († 1219) war eine Gräfin von Namur aus dem Haus Flandern sowie Kaisergemahlin und Regentin des lateinischen Reichs von Konstantinopel. Sie war eine Tochter Graf Balduins V. von Hennegau und der Gräfin Margarete I. von Flandern.

## Leben
Schon als Kind wurde Jolante 1181 mit Graf Heinrich II. von Champagne verlobt, der zuvor mit ihrer Schwester Isabella verlobt gewesen war, wobei beide Ehen letztlich nicht geschlossen wurden. Im Juli 1193 wurde sie schließlich in Soissons mit Peter von Courtenay, Graf von Auxerre, als dessen zweite Ehefrau verheiratet. 1212 beerbte sie den letzten ihrer vier Brüder, Philipp, als Gräfin von Namur. 
Die zwei ältesten Brüder Jolantes, Balduin und Heinrich, gehörten zu den Anführern des vierten Kreuzzuges und amtierten nach der Eroberung Konstantinopels nacheinander als erste Kaiser des neu errichteten lateinischen Kaisertums. Beide starben 1205 bzw. 1216 erbenlos, worauf die lateinischen Barone Peter von Courtenay als den Ehemann deren ältester Schwester zu ihrem neuen Kaiser proklamierten. Unter Zurücklassung ihrer zwei älteren Söhne brachen Peter und Jolante nach Italien auf, wo Peter am 9. April 1217 in Sankt Laurentius vor den Mauern zu Rom von Papst Honorius III. zum Kaiser gesalbt und gekrönt wurde. Peter urkundete zwei Tage darauf erstmals mit kaiserlicher Titulatur, und auch Jolante wurde zu diesem Anlass erstmals als Kaiserin (Yolens, eius vxor, eadem gratia Imperatrix) tituliert. Von da an getrennt weiterreisend, nahm die erneut schwangere Jolante mit ihren Töchtern den direkten Seeweg von Italien nach Konstantinopel. Bei einem Zwischenstopp auf Morea verheiratete sie ihre Tochter Agnes mit dem Fürsten von Achaia, Gottfried II. von Villehardouin, der zu diesem Anlass die Oberhoheit des Kaisers über sein Fürstentum anerkannte. Zur selben Zeit gelangte ihr Ehemann im Kampf gegen den griechischen Despoten von Epirus in dessen Gefangenschaft, in der er zu einem unbekannten Zeitpunkt verstarb. Nach ihrer Ankunft in Konstantinopel übernahm Jolante deshalb als Kaisergemahlin die stellvertretende Regentschaft über das Kaiserreich. Ebenfalls brachte sie hier ihr letztes Kind zur Welt, den späteren Kaiser Balduin II.
Als Regentin des lateinischen Konstantinopels suchte Jolante einen friedlichen Ausgleich mit dem verfeindeten griechischen Gegenkaiser von Nicäa, Theodor I. Laskaris, und verheiratete 1219 dafür ihre Tochter Maria an diesen. Kurz darauf verstarb sie.

## Nachkommen
Von Peter von Courtenay hatte Jolante mehrere Kinder:
- Margarete († 17. Juli 1270), Markgräfin von Namur 1228–1237 ⚭ I um 1210 Raoul III. d’Issoudun († 1. März nach 1212), ⚭ II vor 1217 Heinrich I. Graf von Vianden († 19. November wohl 1253).
- Elisabeth († nach August 1253), ⚭ I Gaucher de Bar-sur-Seine († 1219), Sohn von Milon von Le Puiset, Graf von Bar-sur-Seine; ⚭ II 1220 Eudes I. de Montagu († nach August 1253).
- Jolante († 1233), ⚭ 1215 König Andreas II. von Ungarn († 1235).
- Agnes († nach 1247), ⚭ 1217 Gottfried II. von Villehardouin, Fürst von Achaia († 1245).
- Maria († nach 1228), ⚭ 1218 Kaiser Theodor I. Laskaris († 1222).
- Eleonore († vor 1230), ⚭ Philippe I. de Montfort († 1270/73).
- Konstanze (1210 bezeugt).
- Sibylle (* 1197; † 1210), Nonne.
- Philipp II. (1195–1226), Graf von Namur, lehnte die angebotene Kaiserkrone von Konstantinopel ab.
- Peter (1210 bezeugt), Geistlicher.
- Robert († 1228 vor 13. Februar), Kaiser von Konstantinopel.
- Heinrich II. († 1229), Graf von Namur.
- Balduin II. (* 1218; † nach 15. Oktober 1273), Kaiser von Konstantinopel.